# Germán Aceros
Hermán "Cuca" Aceros Bueno (Bucaramanga, 30 de setembro de 1938 — Floridablanca, 29 de outubro de 2018) foi um futebolista e treinador colombiano que atuava como meia.

## Carreira
Germán Aceros fez parte do elenco da Seleção Colombiana de Futebol, na Copa do Mundo de  1962. 

## Morte
Morreu em 29 de outubro de 2018, após lutar contra complicações respiratórias que o levaram ao tratamento intensivo em Floridablanca, no departamento de Santander, localizado no nordeste da Colômbia.